# Шалотр ла Пти
Шалотр ла Пти (фр. Chalautre-la-Petite) је насељено место у Француској у региону Париски регион, у департману Сена и Марна.
По подацима из 2011. године у општини је живело 579 становника, а густина насељености је износила 61,79 становника/km².

## Демографија
| 1962. | 1968. | 1975. | 1982. | 1990. | 2011. |
| ----- | ----- | ----- | ----- | ----- | ----- |
| 261   | 259   | 379   | 466   | 544   | 579   |